# Spade (Texas)
Pour les articles homonymes, voir Spade.
Spade est une census-designated place située dans le comté de Lamb, dans l’État du Texas, aux États-Unis. Sa population s’élevait à 73 habitants lors du recensement de 2010.